# Opération Steel Curtain
Guerre d'Irak
L’opération Steel Curtain (rideau d'acier, en arabe : الحجاب الفولاذي Al Hejab Elfulathi), est une opération militaire de la Coalition menée au début du mois de novembre 2005 afin de contrôler la frontière entre l'Irak et la Syrie et ainsi réduire le nombre de combattants étrangers pénétrant sur le sol irakien.

## Objectifs de l'opération
Mettant en œuvre un bataillon du 1er régiment de Marines et un autre du 6e régiment de Marines, il également s'agit du premier déploiement important de la nouvelle armée irakienne. Elle fait partie du cadre plus large de l'opération Sayeed, visant à empêcher Al-Qaïda d'opérer sur l'Euphrate et dans la province d'Al-Anbar.

## Historique de l'opération
Elle débute le 5 novembre lorsque le Corps des Marines des États-Unis reçoit pour ordre de capturer Al-Karābilah, détenue par les insurgés. Après quatre jours de combats, la ville sera sécurisée. Dès lors, les Marines, avec l'appui de l'armée irakienne, progressent sur Husaybah afin de poursuivre les insurgés en retraite et avancent également sur Ubaydi, site de l'opération Matador six mois plus tôt. La cité fortifiée tomba le 22 novembre, mettant fin à Steel Curtain.
Les rapports des forces des États-Unis estiment que 139 insurgés ont été tués et 256 autres faits prisonniers et l'opération fut considérée comme un succès.